# Trekanttilfælde
 Der er for få eller ingen kildehenvisninger i denne artikel, hvilket er et problem. Du kan hjælpe ved at angive troværdige kilder til de påstande, som fremføres i artiklen.

Et trekanttilfælde (eller trekantstilfælde med sammenføjende s) er en slags regneopgave indenfor geometrien: En trekant har tre sider med hver sin længde, og tre hjørner, der danner hver sin vinkel. Givet tre af disse i alt seks oplysninger, kaldet stykker, så går opgaven ud på at beregne de resterende tre.

## En eller flere løsninger
Så længe mindst én af de givne oplysninger er længden på en side, kan det lade sig gøre. Hvis alle tre stykker er vinkler, kan man tegne uendelig mange trekanter i forskellige størrelser som har de tre givne vinkler – der er altså ikke én enkelt, utvetydig løsning på opgaven i den situation.
I andre tilfælde giver beregningerne anledning til to løsninger, og følgelig bliver svaret på opgaven, at der findes to trekanter der passer til de givne stykker.

## Fire (eller fem) forskellige tilfælde
Løsningsmetoden afhænger af, hvilke stykker der er givet, men bortset fra det "umulige" tilfælde med tre givne vinkler falder alle trekanttilfælde i én af følgende fire eller fem kategorier:

### Givet to vinkler og en side
I denne situation kan man finde den manglende vinkel ved hjælp af reglen om at trekantens vinkelsum er 180°, og derefter anvende sinusrelationen til at beregne længden af de tre sider.

### Givet en vinkel, en hosliggende og en modstående side
Den vinkel der står overfor den givne, hosliggende side, kan beregnes ved hjælp af sinusrelationen. I denne situation bestemmer man vinklen ud fra sinus til vinklen, og dette giver sædvanligvis anledning til to mulige vinkler; en stump og en spids. Dette giver tilsvarende anledning til to mulige trekanter, som man må undersøge hver for sig.
Når denne vinkel er bestemt, kan sidste vinkel beregnes ud fra at vinkelsummen er 180°, og til sidst findes den sidste side med cosinusrelationen.

### Givet en vinkel og to hosliggende sider
Her giver cosinusrelationen den sidste side, og herefter kan samme formel bruges til at bestemme de øvrige to vinkler.

### Givet tre sider
Her kan man bruge cosinusrelationer til at bestemme de tre vinkler. Som kontrol kan man derefter undersøge, om summen af de tre fundne vinkler er 180°.

## Retvinklede trekanter
I en retvinklet trekant udgør ét af trekantens hjørner en ret vinkel: I dette specielle tilfælde forenkles beregningerne, fordi sinus og cosinus netop udtrykker forholdet mellem kateter og hypotenuse i en retvinklet trekant. Dette udnyttes praktisk ved udmåling ("afsætning") af kvadratiske eller rektangulære jordstykker. Man bruger nemlig det særtilfælde af Pythagoras formel (a² + b² = c²), som betyder, at når de to hosliggende sider har henholdsvis længden 3 og 4 (eller multipla deraf), så har hypotenusen længden 5. Med den viden kan man altid kontrollere, om den udmålte vinkel er ret, dvs. 90°. På den måde bliver huse og terrasser retvinklede (når de skal være det).

## Litteatur
- Carstensen, Jens & Frandsen, Jesper (1988): Matematik. For obligatorisk niveau. Forlaget Systime, Herning. ISBN 87-7351-687-2
- Grøn, Bjørn m.fl. (2014): Hvad er matematik? - C : grundbog. 2. udgave. Lindhardt og Ringhof, København. ISBN 9788770665964

## Websites om trekanttilfælde
- http://www.netleksikon.dk/t/tr/trekanttilfaelde.shtml
- https://www.geogebra.org/m/f8ehyw87
- https://opgaver.com/site/vis_opgave.php?id=50602
- https://inspo.dk/matematik-noter-over-40-sider/

### Trekanttilfælde beregnes af disse to engelske sites
- http://carbidedepot.com/formulas-trigright.asp
- https://www.mathwarehouse.com/triangle-calculator/online.php